# Семёновка (Арбузинский район)
Семёновка (укр. Семенівка) — село в Арбузинском районе Николаевской области Украины.
Основано в 1781 году. Население по переписи 2001 года составляло 1937 человек. Телефонный код — 5132.

## Местный совет
55330, Николаевская обл., Арбузинский р-н, с. Семёновка, ул. Попова, 57, тел. 9-42-71; 9-42-89